# National 400 1963
National 400 1963 var ett stockcarlopp ingående i Nascar Grand National Series (nuvarande Nascar Cup Series) som kördes 13 oktober 1963 på den 1,5 mile (2,414 km) långa ovalbanan  Charlotte Motor Speedway i Concord i North Carolina. Totalt avverkades 400,5 miles (644,542 km) fördelat på 267 varv. Banunderlaget var asfalt. Loppet vanns av Junior Johnson i en Chevrolet på tiden 3:01.54 körande för Fox Racing. Johnsons snitthastighet uppgick till 132,105 mph. Prispotten uppgick till 46 080 dollar, varav 11 720 dollar gick till segraren.

## Resultat
| Plc     | Nr | Förare           | Team/ bilägare        | Konstruktör | Start | Varv | Ledda varv |
| ------- | -- | ---------------- | --------------------- | ----------- | ----- | ---- | ---------- |
| 1       | 3  | Junior Johnson   | Fox Racing            | Chevrolet   | 2     | 267  | 209        |
| 2       | 28 | Fred Lorenzen    | Holman Moody          | Ford        | 9     | 267  | 20         |
| 3       | 21 | Marvin Panch     | Wood Brothers Racing  | Ford        | 1     | 267  | 2          |
| 4       | 22 | Fireball Roberts | Holman Moody          | Ford        | 3     | 263  | 1          |
| 5       | 8  | Joe Weatherly    | Bud Moore Engineering | Mercury     | 11    | 261  | 0          |
| 6       | 43 | Richard Petty    | Petty Enterprises     | Plymouth    | 15    | 257  | 0          |
| 7       | 48 | G.C. Spencer     | Jack Smith            | Plymouth    | 28    | 257  | 0          |
| 8       | 26 | Darel Dieringer  | Stroppe Motorsports   | Mercury     | 6     | 256  | 35         |
| 9       | 4  | Rex White        | Rex White             | Mercury     | 12    | 256  | 0          |
| 10      | 29 | Nelson Stacy     | Holman Moody          | Ford        | 7     | 253  | 0          |
| 11      | 6  | David Pearson    | Owens Racing          | Dodge       | 14    | 252  | 0          |
| 12      | 19 | Cale Yarborough  | Herman Beam           | Ford        | 25    | 251  | 0          |
| 13      | 99 | Larry Frank      | Bondy Long            | Ford        | 19    | 250  | 0          |
| 14      | 2  | Jimmy Pardue     | Pete Stewart          | Pontiac     | 17    | 249  | 0          |
| 15      | 47 | Jack Smith       | Jack Smith            | Plymouth    | 27    | 237  | 0          |
| 16      | 34 | Wendell Scott    | Scott Racing          | Chevrolet   | 37    | 231  | 0          |
| 17      | 56 | Ed Livingston    | Mamie Reynolds        | Ford        | 31    | 228  | 0          |
| 18      | 23 | Bill Widenhouse  | Leland Colvin         | Plymouth    | 24    | 225  | 0          |
| 19      | 62 | Curtis Crider    | Curtis Crider         | Ford        | 20    | 223  | 0          |
| 20      | 02 | Doug Cooper      | Bob Cooper            | Pontiac     | 30    | 204  | 0          |
| 21      | 0  | Tiny Lund        | Holman Moody          | Ford        | 8     | 183  | 0          |
| 22      | 03 | Jim Paschal      | Fox Racing            | Chevrolet   | 13    | 170  | 0          |
| 23      | 42 | Bob James        | Petty Enterprises     | Plymouth    | 16    | 159  | 0          |
| 24      | 36 | Larry Thomas     | Wade Younts           | Dodge       | 23    | 138  | 0          |
| 25      | 7  | Bobby Johns      | Shorty Johns          | Pontiac     | 40    | 93   | 0          |
| 26      | 41 | Bob Welborn      | Petty Enterprises     | Plymouth    | 21    | 68   | 0          |
| 27      | 33 | Buck Baker       | Fox Racing            | Chevrolet   | 10    | 67   | 0          |
| 28      | 87 | Reb Wickersham   | Reb Wickersham        | Pontiac     | 33    | 64   | 0          |
| 29      | 83 | Worth McMillion  | Worth McMillion       | Pontiac     | 35    | 59   | 0          |
| 30      | 1  | E.J. Trivette    | Jess Potter           | Chevrolet   | 34    | 58   | 0          |
| 31      | 13 | Bobby Isaac      | Smokey Yunick Racing  | Chevrolet   | 5     | 57   | 0          |
| 32      | 11 | Ned Jarrett      | Burton-Robinson       | Ford        | 4     | 46   | 0          |
| 33      | 5  | Billy Wade       | Owens Racing          | Dodge       | 18    | 32   | 0          |
| 34      | 92 | LeeRoy Yarbrough | Ray Osborne           | Ford        | 29    | 20   | 0          |
| 35      | 9  | Roy Tyner        | Roy Tyner             | Chevrolet   | 38    | 15   | 0          |
| 36      | 18 | Stick Elliott    | Toy Bolton            | Pontiac     | 22    | 11   | 0          |
| 37      | 09 | Larry Manning    | Bob Adams             | Chevrolet   | 26    | 8    | 0          |
| 38      | 75 | Tom Cox          | Robert Smith          | Pontiac     | 32    | 6    | 0          |
| 39      | 86 | Ronnie Bristow   | Buck Baker Racing     | Chrysler    | 36    | 5    | 0          |
| 40      | 61 | Roy Mayne        | i.u.                  | Mercury     | 39    | 3    | 0          |
| Källor: |    |                  |                       |             |       |      |            |